# Soukka (métro d'Helsinki)
Soukka (en finnois : Soukka et en suédois : Sökö) est une station de métro, passage du prolongement ouest de l'unique ligne d'infrastructure du métro d'Helsinki. Elle est située dans le quartier de Soukka dans le district de Suur-Espoonlahti de la municipalité d'Espoo à l'ouest d'Helsinki en Finlande.
Sa mise en service a lieu le 3 décembre 2022, à l'ouverture de la deuxième phase du projet Länsimetro.

## Situation sur le réseau

Plan du métro.

Établie en souterrain, Soukka est une station de passage de la ligne du métro d'Helsinki, entre les stations Espoonlahti et Kaitaa.

## Histoire
Le chantier de construction débute en 2015. La station, située à proximité du centre commercial Souka, est conçue par le cabinet ALA-Architects. Sa mise en service est un temps prévue pour 2023 lors de l'ouverture à l'exploitation de l'ensemble du prolongement depuis le terminus Matinkylä, en fonction depuis 2017.

Chantier de construction
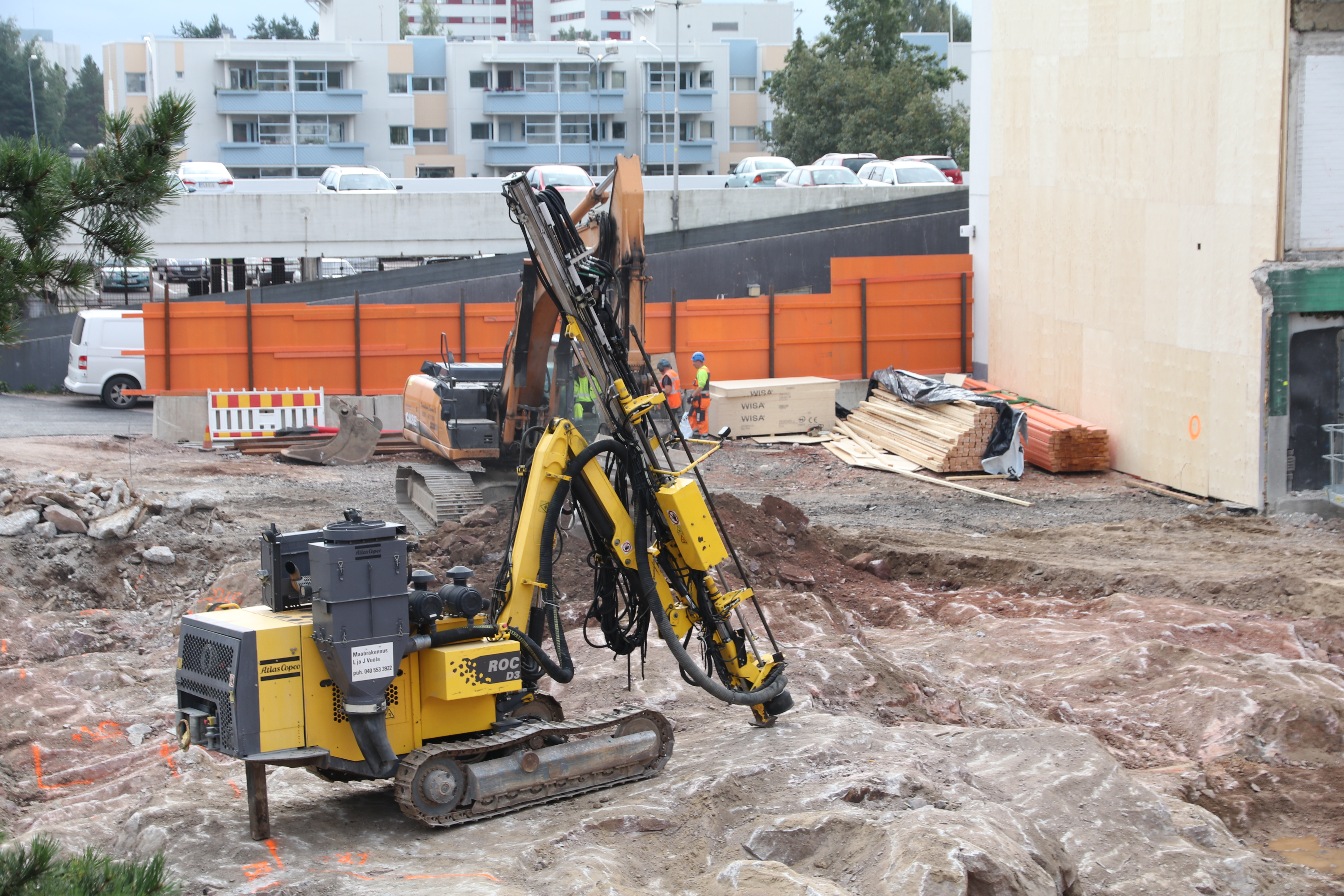
Août 2016.
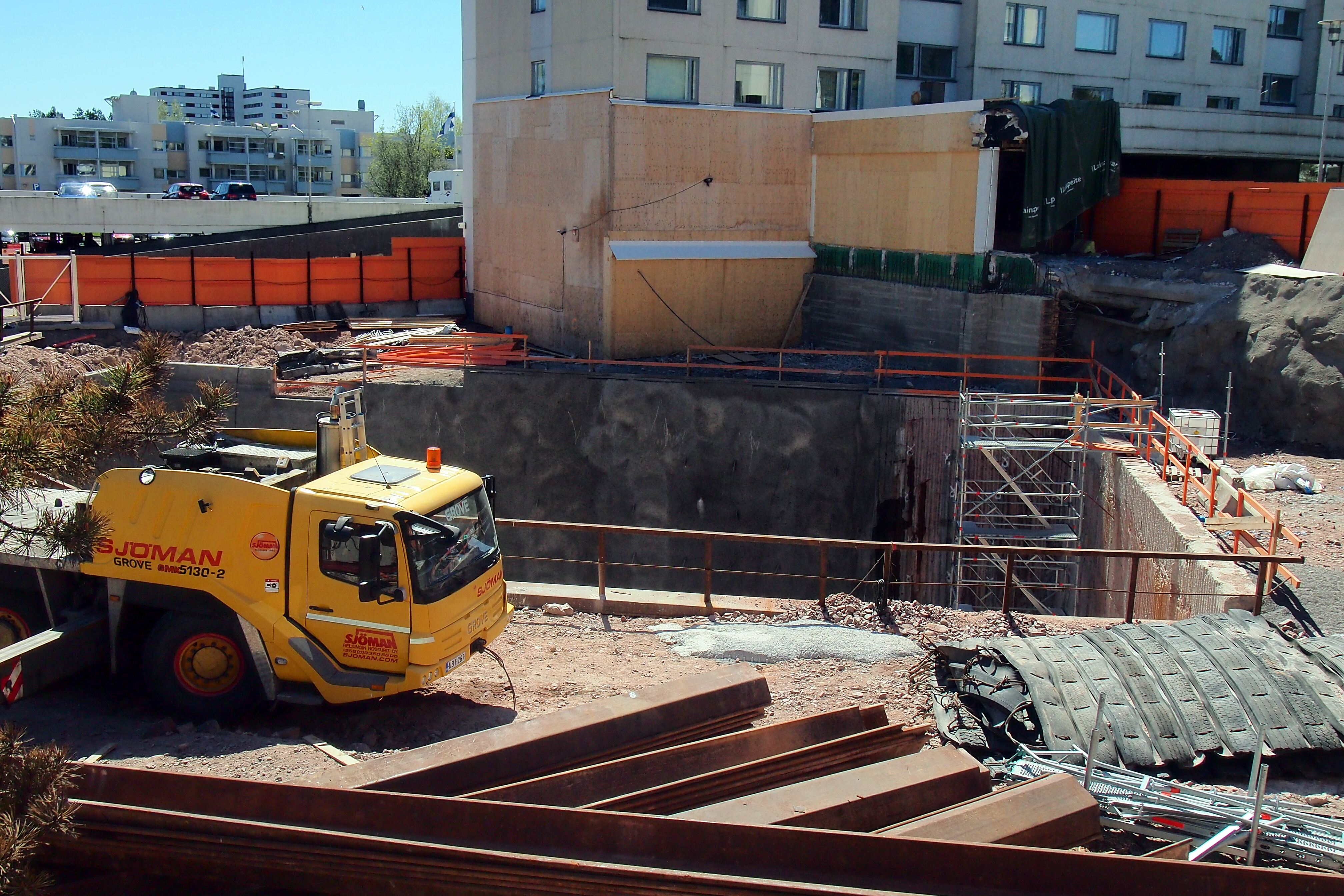
Mai 2017.
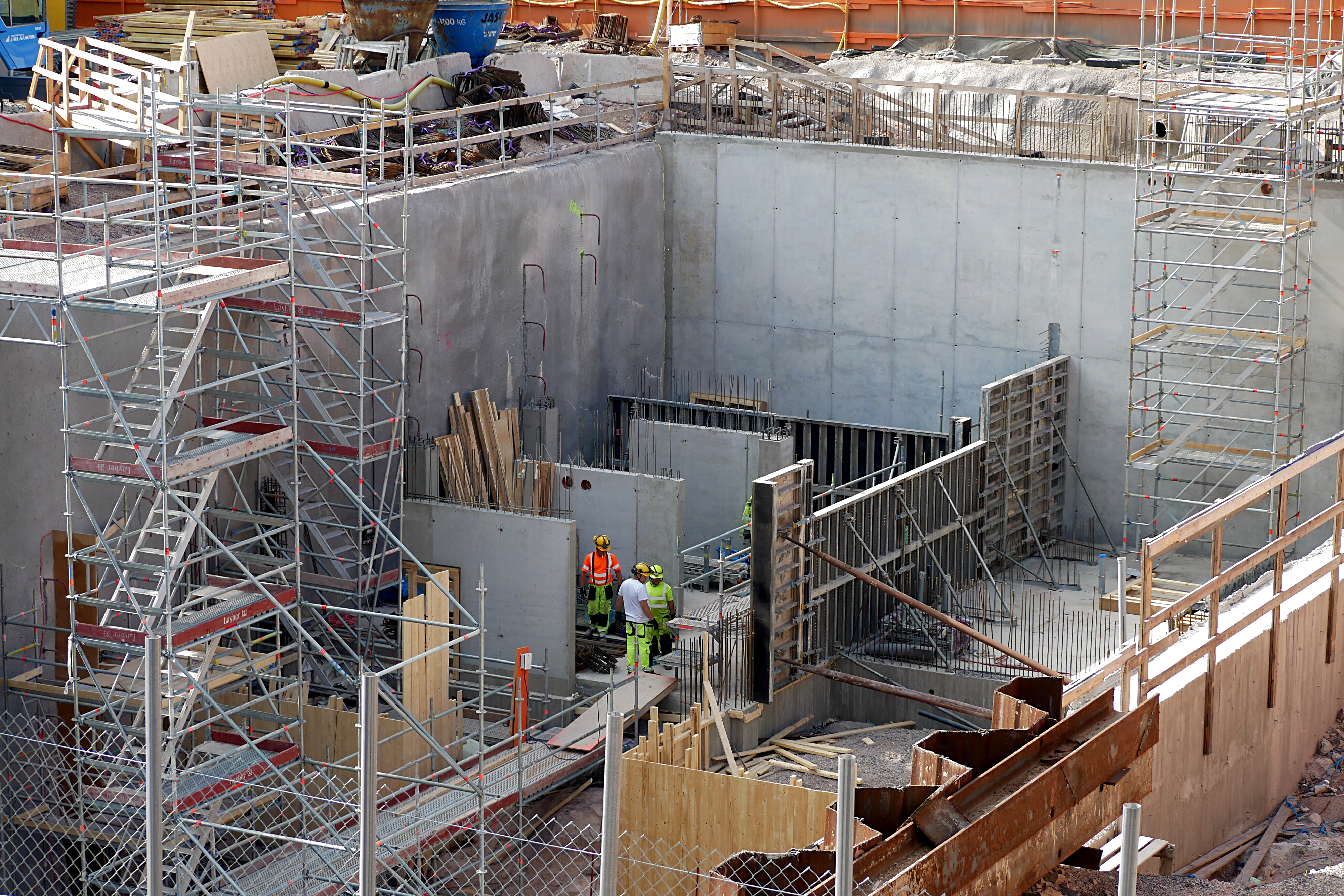
Août 2019.